# Pierre Veuillot (1859-1907)
Pour les articles homonymes, voir Veuillot.
Pierre Veuillot (1859-1907) est un journaliste français qui a dirigé le journal d'obédience catholique L'Univers de 1905 à 1907.

## Biographie
Né le 8 septembre 1859, Pierre Veuillot est le fils d'Eugène Veuillot (1818-1905) et le neveu de Louis Veuillot (1813-1883), les deux directeurs du journal catholique L'Univers. Devenu directeur de L'Univers à la mort de son père en 1905, il mourut prématurément le 20 avril 1907. Son frère François Veuillot lui succéda. Il est l'homonyme de son neveu Pierre Veuillot qui sera cardinal de l'Église catholique.